# اولاد علی
اولاد علی یک منطقهٔ مسکونی در الجزایر است که در ناحیه ثنیه واقع شده‌است. اولاد علی ۴٫۶ کیلومتر مربع مساحت دارد ۴۳۰ متر بالاتر از سطح دریا واقع شده‌است.